# Ulises Rivas
Ulises Rivas Gilio (ur. 25 stycznia 1996 w Torreón) – meksykański piłkarz pochodzenia włoskiego występujący na pozycji defensywnego lub środkowego pomocnika, od 2023 roku zawodnik Pumas UNAM.